# Chalone AVA
Chalone AVA (anerkannt seit dem 14. Juni 1982) ist ein Weinbaugebiet im US-Bundesstaat Kalifornien. Das Gebiet liegt in den Verwaltungsgebieten Monterey County und San Benito County. Das in den Gabilan Mountains östlich von Soledad und nur unweit des Pinnacles-Nationalparks gelegene Gebiet erhielt seinen Namen von den Chalone Peaks. Der Boden besteht aus Kalkstein und verwittertem Granit. Bekanntestes Weingut ist sicherlich Chalone Vineyard, das im Jahr 1976 im Rahmen der Weinjury von Paris einen hervorragenden dritten Platz belegte und mit seinem Weißwein aus Chardonnay viele Spitzenburgunder hinter sich ließ. Daneben haben sich Brosseau Vineyards, Naylor Dry Hole Vineyard, Blue Mountain Vineyard und Michaud Vineyard einen guten Namen gemacht.